# Al-Hussayn ibn al-Qàssim
Al-Hussayn ibn al-Qàssim fou visir abbàssida, fill d'Abu-l-Hussayn al-Qàssim ibn Ubayd-Al·lah.
Va succeir Ubayd-Al·lah ibn Muhàmmad al-Kalwadhaní com penúltim visir del califa al-Múqtadir el setembre del 931 i va exercir durant vuit mesos fins al maig del 932. Va tenir el suport del clan Banu l-Furat contra Alí ibn Issa i el poderós comandant en cap Munis al-Mudhàffar. El califa li va donar el títol d'Amid-ad-Dawla (Pilar de l'estat). va intentar restaurar les finances califals, però hauria intentar conservar una certa independència pel seu càrrec el que li va valer finalment el cessament.